# Allocation de solidarité aux personnes âgées
Pour les articles homonymes, voir ASPA.
L'allocation de solidarité aux personnes âgées (ASPA) est une allocation française financée par le Fonds de solidarité vieillesse et versée aux personnes âgées, anciens salariés ou non, ayant de faibles revenus. Elle remplace les multiples composantes du minimum vieillesse depuis le 1er janvier 2006. Le basculement du minimum vieillesse vers l'ASPA n'est pas automatique, c'est au bénéficiaire d'en faire la demande. Ce n'est pas vraiment une allocation au sens strict du terme, puisqu'elle comporte des contreparties (cf plus bas : recouvrement).
Dans son rapport annuel de 2015, le service de l'allocation de solidarité aux personnes âgées (SASPA) qui gère les demandes de personnes n'ayant jamais contribué à la sécurité sociale, géré par la Caisse des dépôts et consignations, dénombrait 68 872 allocataires de l'ASPA au 31 décembre 2015 (contre 68 999 en 2014). Les autres allocations sont gérées directement par les différentes caisses de retraites. Le FSV dénombrait au total 461 000 bénéficiaires en 2020.

## Conditions d'attribution
Outre la nécessité de résider sur le territoire français, le bénéficiaire de l'ASPA doit obéir à des critères d'âge et de ressources.

### Résidence régulière en France
Un Français doit résider de manière stable et régulière sur le territoire français, l'allocation est ainsi suspendue si le bénéficiaire s'installe dans un autre pays.
Un ressortissant étranger doit de plus respecter l'une de ces conditions :
- détenir depuis au moins 10 ans un titre de séjour autorisant à travailler ;
- avoir le statut de réfugié ;
- être apatride ;
- bénéficier de la protection subsidiaire ;
- avoir combattu pour la France ;
- être ressortissant d'un État membre de l'Espace économique européen ou de la Suisse.

### Âge minimum
Le bénéficiaire doit être âgé d'au moins 65 ans, sauf dans deux cas particuliers pour lesquels le critère est abaissé à l'âge minimum légal de départ à la retraite :
- handicapé à au moins 50 % étant reconnu comme définitivement inapte au travail ;
- bénéficiaire d'une retraite anticipée pour handicap.

### Ressources
Les ressources prises en compte comportent tous les revenus professionnels et de biens, les pensions de retraite et d'invalidité et l'allocation aux adultes handicapés (AAH) ; a contrario, les prestations familiales, l'allocation de logement social (ALS), et les retraites de combattants, ne sont pas prises en compte. Le plafond est réévalué au 1er avril de chaque année.
En 2016, le plafond annuel de ressources est de 9 609,6 € pour une personne seule (soit 801 € par mois), et 14 918,9 € pour un couple (soit 1 243 € par mois).

## Caractéristiques de l'allocation
En cas de revenu inexistant, l'ASPA atteint en 2016 le montant plafond annuel de 9 609,6 € (801 € par mois) pour une personne seule, et 14 918,9 € pour un couple (1 243 € par mois).
Pour des revenus annuels inférieurs au plafond, l'ASPA les complète jusqu'à hauteur de celui-ci.
Cette allocation peut être versée à une personne n'ayant jamais travaillé ni cotisé en France sous certaines conditions (67 000 bénéficiaires dans ce cas en 2018 pour environ 500 000 allocataires soit 13,4%).
L'ASPA est cessible et saisissable.

## Recouvrement
L'ASPA doit être vue uniquement comme une avance de l'État, et non une allocation pure et simple, c'est pourquoi un recouvrement des sommes allouées peut avoir lieu, non pas du vivant de la personne, mais sous la forme d'une ponction sur l'héritage éventuel. C'est ainsi que le recouvrement de l'allocation sur la succession est effectué à partir de 105 300 € d'actifs nets pour les résidents en métropole en 2024 et 150 000 € d'actifs nets pour les résidents en Guadeloupe, Guyane, Martinique, et à La Réunion. Autrement dit, en dessous de ces montants d'actifs nets, l'État ne cherchera pas à se rembourser.
Toutefois, le recouvrement ne peut réduire l'actif net de la succession à une valeur inférieure à 105 300 €  en métropole en 2024 et 150 000 € en Guadeloupe, Guyane, Martinique, et à La Réunion .
Pour éviter que le bénéficiaire ne diminue artificiellement la valeur de sa succession en effectuant des dons ou en alimentant une assurance-vie, ceux-ci sont intégrés à l'actif net.
L'ASPA a donc un caractère redistributif entre les allocataires.
Les sommes récupérées ne doivent pas dépasser un certain montant, fixé en fonction de la composition du foyer :
- à 6 226,27 € par an pour une personne seule,
- à 8 152,24 € par an pour un couple de bénéficiaires.